# Les Modérés
Pour les articles homonymes, voir Modérés.
Les  Modérés est un essai d'Abel Bonnard paru en 1936.

## Description
L'ouvrage est sous-titré Le Drame du présent.

## Réception
À sa parution en 1936, Les Modérés est salué par de nombreuses critiques — notamment à l'extrême droite par Robert Brasillach dans L'Action française et André Bellessort dans Je suis partout — ainsi que par Charles Maurras, par des hommes de lettres comme François Mauriac ou André Suarès, et par certaines personnalités juives comme Henri Bergson, Henry Bernstein ou André Maurois, ce dernier saluant un « très beau livre, écrit dans une langue admirable et pensé noblement ».
Le livre est critiqué par d'autres, par exemple par Émile Buré pour qui c'est un livre « de style riche et de pensée pauvre ».

## Éditions
- 1936 (Grasset)
- Abel Bonnard (trad. Luigi Emery (it), préf. Luigi Emery), I moderati : il dramma del presente, Rome, Giovanni Volpe (it), 1967, 171 p.
- Abel Bonnard, Les Modérés : le drame du présent, Paris, Le Labyrinthe, coll. « Livre-club du labyrinthe », 1986, 247 p. (ISBN 2-86980-004-5, BNF 34966733)Édition définitive établie par Olivier Mathieu.
- Abel Bonnard, Les modérés : le drame du présent, Paris, Grands classiques, coll. « Les grands classiques de l'homme de droite », 1993, 236 p. (ISBN 2-909923-02-9, BNF 35588952)Édition de Philippe Baillet.
- Abel Bonnard (ill. Maria ComaK), Les Modérés, Saint-Denis, Kontre Kulture, coll. « Les InfréKentables », 2013, 236 p. (ISBN 978-2-36725-034-2 et 2-36725-034-0)Édition à l'instigation d'Emmanuel Ratier.
- Abel Bonnard (avant-propos de Saint-Paulien), Les Modérés, Coulommiers, Déterna, coll. « Documents pour l’Histoire », 2014, 231 p.

## Postérité
C'est le dernier livre apprécié avant sa mort par Henri de Régnier. Jacques Bardoux l'a vu comme « le plus grand écrivain français du XXe siècle ». Georges Guilbaud déclarera à Bonnard : « Je vous ai lu avec la rage au ventre et la passion au cerveau car vous stigmatisiez une société médiocre et oppressive avec des formules frappées dans le bronze ».
Les Modérés est quelquefois considéré comme une théorie du centrisme.